# Safe-life
Die „Safe-Life-Methode“ ist eine Konstruktionsphilosophie, die vorwiegend im Flugzeugbau eingesetzt wird, z. B. für das Fahrwerk.
Ihr liegt eine Berechnung der Lebensdauer einzelner Bauteile zugrunde (Life-Limited-Parts); es wird davon ausgegangen, dass im berechneten Zeitraum kein Bauteilversagen aufgrund von Ermüdung auftritt. Nach Ablauf dieses Zeitraums wird das Bauteil ersetzt, unabhängig davon, ob es Schäden zeigt. Jedoch berücksichtigt diese Methode keine Überschreitung der Toleranzgrenzen, welche u. a. durch ein allzu hartes Landen mit einem Luftfahrzeug überschritten werden können.
Eine Konstruktion nach der Safe-Life-Methode ist in der Regel statisch bestimmt, was bei Ausfall eines tragenden Bauteils zu einem Ausfall des kompletten Systems führt.
Im Gegensatz zur Safe-Life-Methode steht die Fail-Safe- und die Damage-Tolerance-Methode.